# 福宝山水库
福宝山水库是中国湖北省恩施土家族苗族自治州利川市境内的一座水库，位于长江支流郁江大后河上，建于1978年。水库正常库容为880万立方米，集雨面积为9.26平方千米，海拔为1492.66米。